# Orion (populärwissenschaftliche Zeitschrift)
Orion war eine von 1946 bis 1960 erscheinende populärwissenschaftliche Zeitschrift für Naturwissenschaft und Technik. Sie war als „Zeitschrift für Jedermann“ konzipiert und deckte ein weites Spektrum von Themen ab.
Im April 1946 wurde die Zeitschrift Orion im Lux-Verlag von Sebastian Lux (1886–1970) gestartet. Sie erschien monatlich, der erste Schriftleiter war Erich Lasswitz (1880–1959), der Sohn von Kurd Lasswitz; ab 1951 war Heinrich Kluth Schriftleiter und Herausgeber. Ab dem Jahr 1959 erschien sie im Oldenbourg-Verlag. 1960 wurde sie eingestellt und ging in der Zeitschrift Kosmos auf. Inhaltlich ähnelte sie dem Konzept von Bild der Wissenschaft.
Ab 1949 erreichte sie einen Umfang von rund 1000 Seiten pro Jahr und brachte Artikel aus allen Bereichen der Naturwissenschaft und Technik. Einer der neben Heinrich Kluth am häufigsten auftretenden Autoren war Fritz Bolle. Im Inhaltsverzeichnis werden in den frühen Jahrgängen die Namen der Mitarbeiter aufgelistet, darunter Walter Weizel, Gerhard Heberer, Herbert Lüers, Gerhard Piekarski, Erwin Stresemann, Ernst Lehmann und Max Dingler.